# Hébergement virtuel

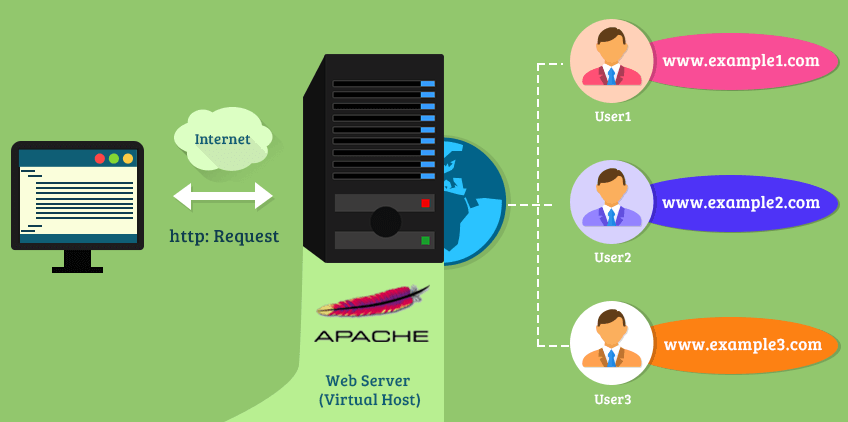
Exemple d'hébergement virtuel où un serveur web héberge trois noms de domaine différents

Pour les articles homonymes, voir Vhost (IRC).
En informatique, l'hébergement virtuel (de l'anglais virtual hosting abrégé vhost) est une méthode que les serveurs tels que les serveurs Web utilisent pour accueillir plus d'un nom de domaine sur le même ordinateur, parfois sur la même adresse IP, tout en maintenant une gestion séparée de chacun de ces noms. Cela permet de partager les ressources du serveur, comme la mémoire et le processeur, sans nécessiter que tous les services fournis utilisent le même nom d'hôte. Le terme hébergement virtuel (virtual hosting) est utilisé habituellement en référence aux serveurs Web, mais les principes s'appliquent également à d'autres services internet.
L'hébergement web partagé est l'une des applications largement utilisée. Par rapport à une solution avec un serveur dédié, l'hébergement partagé réduit les coûts, car beaucoup de clients peuvent être hébergés sur un seul serveur. Il est également usuel pour une entité unique de vouloir utiliser plusieurs noms sur la même machine, afin que les noms reflètent les services offerts, plutôt que l'endroit où ces services se trouvent être hébergés.
Il y a deux types principaux d'hébergement virtuel : fondé sur le nom, et fondé sur l'adresse IP.
L'hébergement virtuel fondé sur le nom utilise le nom d'hôte présenté par le client. Cela économise des adresses IP, et le surplus d'administration nécessaire, mais cela suppose que le protocole servi puisse fournir le nom d'hôte à un endroit approprié. En particulier, on rencontre des difficultés importantes quand on utilise l'hébergement virtuel fondé sur le nom avec SSL/TLS.
L'hébergement virtuel fondé sur l'adresse IP utilise une adresse IP séparée pour chaque nom d'hôte, et peut être envisagée avec n'importe quel protocole, mais nécessite une adresse IP dédiée pour chaque nom de domaine servi.
L'hébergement virtuel fondé sur le numéro de port est également possible en principe, mais est rarement utilisé en pratique car peu ergonomique pour les utilisateurs.
On peut combiner les hébergements virtuels fondés sur le nom et l'adresse IP: un serveur peut avoir plusieurs adresses IP et servir plusieurs noms sur une partie ou la totalité de ces adresses IP. Cette technique peut être utile quand on utilise SSL/TLS avec des certificats communs à plusieurs sous-domaines (wildcard certificates). Par exemple, si un opérateur de serveurs a deux certificats, un pour *.example.com et un pour *.example.net, il pourrait servir foo.example.com et bar.example.com à partir de la même adresse IP, mais aurait besoin d'une adresse IP séparée pour baz.example.net.